# 加布里埃爾·帕萊蒂
加布里埃爾·帕萊蒂（義大利語：Gabriele Paleotti；1522年10月4日—1597年7月23日），生於博洛尼亚，是意大利红衣主教和博洛尼亞總教區的總主教。

## 生涯
帕萊蒂是家中五个孩子中的老二。1522年10月，在博洛尼亚大教堂接受洗礼。1546年，他被授予民事法律和教会法规的博士头衔。
1597年，他在羅馬去世。